# Dudley Walker Morton

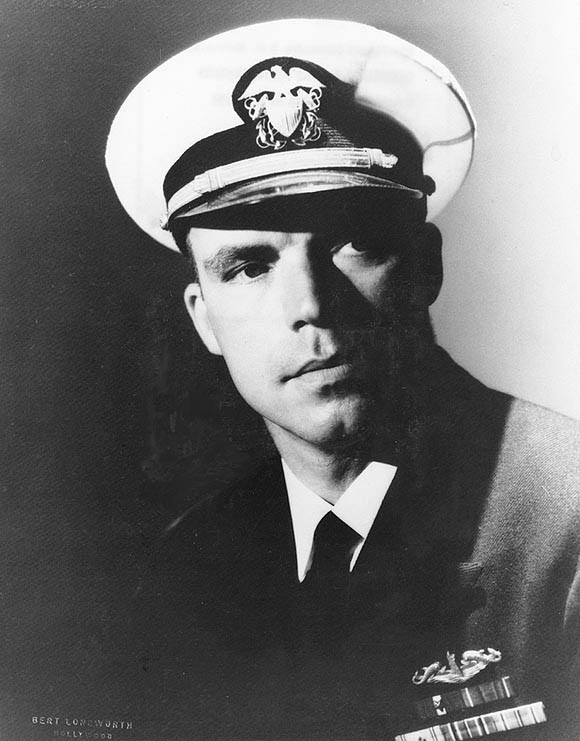
Dudley Mush Morton

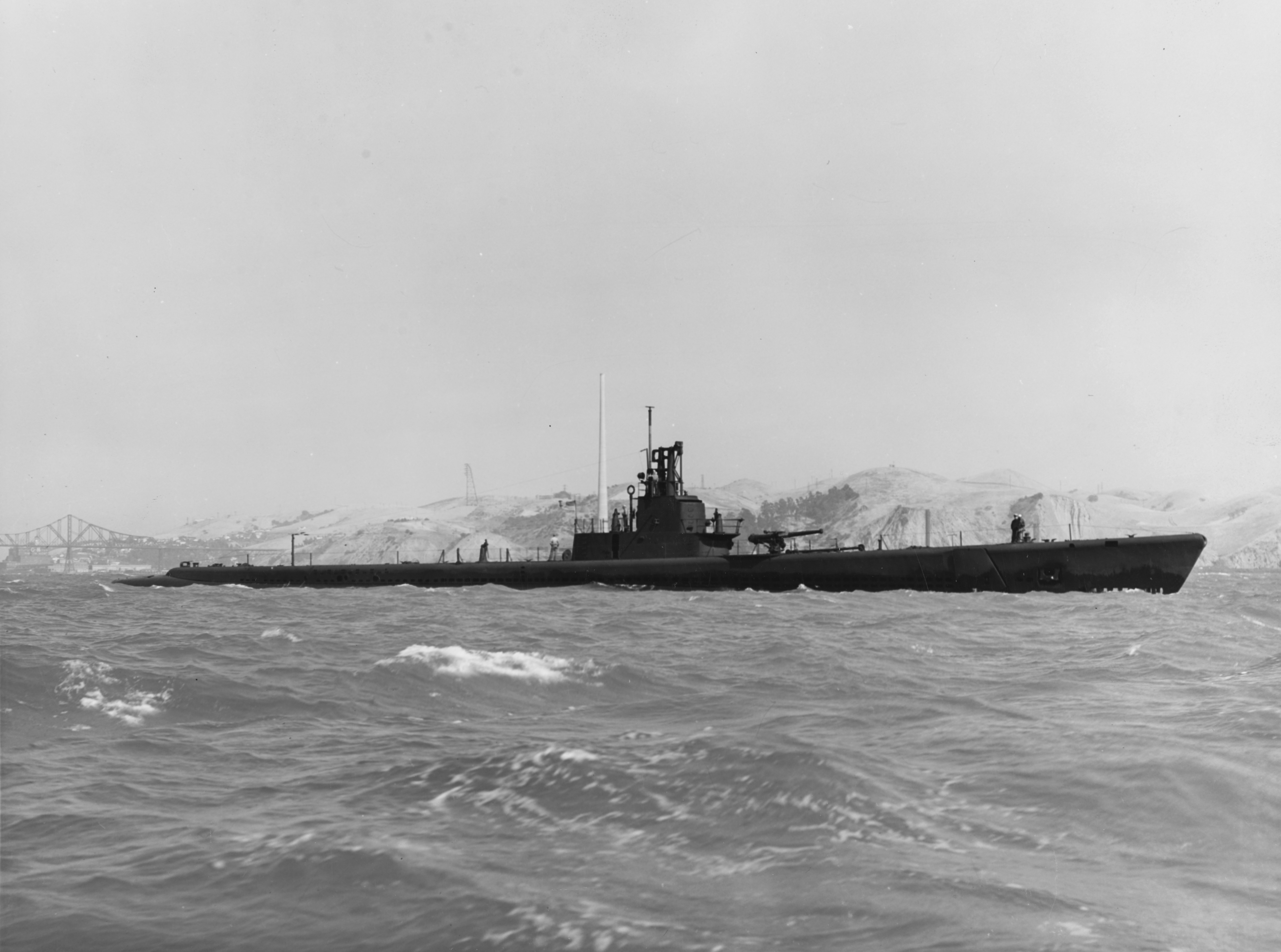
USS Wahoo (SS-238)

Dudley Walker Morton (* 17. Juli 1907 in Owensboro, Kentucky; † 11. Oktober 1943 in der La-Pérouse-Straße) war ein US-amerikanischer U-Boot-Kommandant im Zweiten Weltkrieg.
Dudley Mush Morten machte 1930 seinen Abschluss an der United States Naval Academy. Vor dem Zweiten Weltkrieg diente er auf dem Flugzeugträger Saratoga, dem Schweren Kreuzer Chicago, dem U-Boot-Tender Canopus, dem Zerstörer Fairfax und den U-Booten R-5 und S-37. Er wurde am 15. Oktober 1942 zum Commander befördert und erhielt am 13. Dezember desselben Jahres mit dem U-Boot Wahoo, einem U-Boot der Gato-Klasse, sein erstes Kommando.

## Kriegseinsätze
Nachdem das Boot am 16. Januar 1943 aus Brisbane ausgelaufen war, gelang ihm am 24. Januar mit der Torpedierung des japanischen Zerstörers Harusame etwa elf Seemeilen westlich von Wewak (Papua-Neuguinea) ein erster Erfolg. Das Schiff wurde schwer beschädigt, konnte aber später von den Japanern wieder repariert werden. Insgesamt wurden auf dieser ersten Feindfahrt unter Mortons Kommando drei Schiffe mit zusammen 11.300 BRT versenkt und mehrere Einheiten beschädigt.
Ein ungeahndetes Kriegsverbrechen ereignete sich am 26. Januar 1943, als Morton beim Angriff auf einen japanischen Kleinkonvoi etwa 90 Seemeilen nördlich von Wewak die beiden Truppentransporter Buyo Maru (5.447 BRT) und Fukuei Maru No. 2 (1.901 BRT) mit Torpedos versenken konnte. Nach dem Untergang der beiden Schiffe ließ Morton auftauchen und befahl, die Überlebenden und die Rettungsboote mit dem 10,2-cm-Bordgeschütz, der 20-mm-Flak und Handfeuerwaffen zu beschießen. Über eine Stunde lang kreiste Wahoo zwischen den Booten und feuerte auf die Schiffbrüchigen. Morton war sich offensichtlich keiner Schuld bewusst und versuchte nicht die Tat zu verschleiern, sondern dokumentierte den Vorgang ordnungsgemäß im Logbuch. Es wird geschätzt, dass dabei rund 100 Menschen ums Leben kamen. An Bord der Buyo Maru hatten sich 1.126 Menschen befunden, darunter auch in Singapur von den Japanern gefangen genommene indische Soldaten des 16. Punjab-Regimentes. Rund 850 Menschen wurden am 27. Januar 1943 von einem japanischen Schiff gerettet, weswegen es möglich war, den Ablauf der Versenkung zu rekonstruieren. Demnach kamen etwa 170 bis 180 Menschen durch die Torpedotreffer ums Leben, weitere rund 100 Menschen wurden während des Massakers durch Wahoo im Wasser schwimmend oder in Rettungsbooten getötet. Insgesamt starben bei der Versenkung der Buyo Maru und bei der anschließenden Tat 87 Japaner und 195 indische Kriegsgefangene.
Die erste Feindfahrt wurde in Pearl Harbor abgeschlossen, wo Morton und seine Besatzung begeistert empfangen und als Helden gefeiert wurden. Konteradmiral Charles A. Lockwood, der Oberbefehlshaber der US-U-Boote im Pazifik, bezeichnete die Wahoo als „Ein-Boot-Wolfsrudel“ (siehe: Wolfsrudeltaktik). Morton wurde zum Star der US-Medien und alle Einzelheiten des Einsatzes, bis auf das Massaker, veröffentlicht, was höchst ungewöhnlich war, da U-Boot-Einsätze normalerweise streng geheim waren. Für seine Leistungen wurde Morton das Navy Cross verliehen.
Die zweite Feindfahrt führte danach in das Gelbe Meer, wo Mortons Boot Mitte März 1943 eintraf. Hier wurden ohne nennenswerte Gegenwehr mehrere Schiffe mit zusammen 20.000 BRT versenkt.
Mortons zweite Feindfahrt mit der Wahoo endete im April in Midway. Ende April 1943 wurde die Wahoo zu den südlich Kurilen zur dritten Feindfahrt unter Mortons Kommando beordert. Ziel war ein aufgeklärter japanischer Flottenverband, der allerdings verpasst wurde. Alternativ wurde ein großer Seeflugzeugtender angegriffen, aber nicht versenkt. Weitere Frachter wurden angegriffen und teilweise versenkt. Versagende Torpedos verringerten die Erfolge, was Morton nach dem Eintreffen in Pearl Harbor am 21. Mai Lockwood gegenüber vehement bemängelte.
Weitere Fahrten mit mäßigem Erfolg in das Gelbe Meer folgten. Dabei versenkte Morton am 5. Oktober 1943 den japanischen Truppentransporter Konron Maru (7.908 BRT) in der Straße von Tsushima und am 9. Oktober den Frachter Hankow Maru (2.995 BRT) nahe der Oga-Halbinsel. Dies war zugleich der letzte Erfolg Mortons.
Die Wahoo wurde am 11. Oktober 1943 in der La-Pérouse-Straße von einem japanischen U-Jagd-Flugzeug mit Wasserbomben angegriffen und zum Tauchen gezwungen. Anschließend wurde die vermutete Position des U-Bootes von den japanischen U-Boot-Jägern Ch-15 und Ch-43 sowie von dem Hilfsminensuchboot Wa-18 mehrfach mit Wasserbomben belegt. Höchstwahrscheinlich wurde Wahoo durch diese Angriffe versenkt. Auch konnte ein vom U-Boot stammender Ölfilm auf dem Meer beobachtet werden. Mit Wahoo gingen Morton und alle 79 Crewangehörigen unter.
Morton werden insgesamt 19 Versenkungen mit zusammen 55.000 BRT zugeschrieben.

## Lokalisierung von USSWahoo
Lange Zeit gab es Unklarheiten, wo der legendäre Mush Morton und seine Wahoo ihr nasses Grab gefunden hatten, bis es im Juli 2006 einem russischen Marine-Taucherteam gelang, das Wrack der Wahoo in über 60 m Wassertiefe in der La-Pérouse-Straße zu lokalisieren. In Abstimmung mit den Amerikanern, die das Wrack zum Seemannsgrab erklärten, ließen sie es völlig unberührt.

## Zum Umgang mit der Person Dudley Walker Morton
Im Gegensatz etwa zu dem Kommandanten des deutschen U-Bootes U 852, Heinz-Wilhelm Eck, der nach dem Krieg für die Erschießung von Schiffbrüchigen nach der Versenkung des griechischen Frachters Peleus von einem britischen Gericht als Kriegsverbrecher zum Tode verurteilt und hingerichtet wurde, war die Ermordung der japanischen und indischen Schiffbrüchigen niemals Anlass für einen Prozess oder eine offizielle Kritik an der Person Dudley Mortons. Obgleich Morton für sein Vorgehen bei der Versenkung der Buyo Maru nicht juristisch belangt wurde, gingen andere US-U-Boot-Asse, etwa der spätere Konteradmiral Richard O’Kane, allerdings davon aus, dass dieses Verbrechen eine Auszeichnung Mortons mit der Medal of Honor verhindert hat, da den höheren Zuständigkeitsbereichen der Vorfall durchaus bekannt war.

## Traditionspflege
Der Zerstörer USS Morton der Forrest-Sherman-Klasse, welcher von 1959 bis 1982 im Flottendienst stand, war nach ihm benannt.